# ラピスリライツのディスコグラフィ
ラピスリライツのディスコグラフィでは、『ラピスリライツ 〜この世界のアイドルは魔法が使える〜』シリーズの関連CD、楽曲について記述する。レーベルはおもにビクターエンタテインメント。

## スタジオ・アルバム
| 発売日         | タイトル             | 概略                                       | 規格品番   | 規格品番   | オリコン最高位                    |
| 発売日         | タイトル             | 概略                                       | 初回限定盤 | 通常盤     | オリコン最高位                    |
| -------------- | -------------------- | ------------------------------------------ | ---------- | ---------- | --------------------------------- |
| 2020年2月5日   | START the MAGIC HOUR | 「ラピスリライツ・スターズ」1stアルバム    | VIZL-1723  | VICL-65318 | 39位                              |
| 2020年12月23日 | SKY FULL of MAGIC    | 「ラピスリライツ・スターズ」2ndアルバム    | VIZL-1834  | VICL-65454 | 96位（初回限定盤） 81位（通常盤） |
| 2022年10月26日 | Everlasting Magic    | 「ラピスリライツ・スターズ」ラストアルバム | VIZL-2121  | VICL-65743 | 43位                              |

### START the MAGIC HOUR
2020年2月5日に発売された「ラピスリライツ・スターズ」の1stアルバム。シリーズ初のCDでもある。初回限定盤と通常盤が存在、初回限定盤はラピスリライツ初単独イベント「私たちのPrelude」特別編集版DVD付き。
収録曲
1. Your Lights
歌：LiGHTs
作詞・作曲・編曲：かめりあ
2. ポラリス
歌：LiGHTs
作詞：Narucho、作曲・編曲：佐藤陽介
3. Are Many Chance!!!
歌：Sadistic★Candy
作詞・作曲・編曲：神谷礼
4. VIVIらぷ
歌：Sadistic★Candy
作詞：磯谷佳江、作曲：小野貴光、編曲：玉木千尋
5. いのち短し、繚乱乙女
歌：この花は乙女
作詞：AO、作曲：Kurio、ツカダタカシゲ、編曲：ツカダタカシゲ
6. 私の初恋をこの花に捧ぐ
歌：この花は乙女
作詞・作曲・編曲：adstlaxy
7. シャノワール
歌：シュガーポケッツ
作詞・作曲・編曲：萩龍一
8. knockin' on baby
歌：シュガーポケッツ
作詞：久猫あむ、作曲：小野貴光、編曲：玉木千尋
9. 禁忌の寓話
歌：IV KLORE
作詞・作曲：マチゲリータ（Schwarz†Ende）、編曲：Powerless（Schwarz†Ende）
10. Butterfly
歌：IV KLORE
作詞：磯谷佳江、作曲：小野貴光、編曲：玉木千尋
11. Trinity
歌：supernova
作詞：磯谷佳江、作曲：小野貴光、編曲：玉木千尋
12. RISE
歌：supernova
作詞・作曲・編曲：DJ'TEKINA//SOMETHING

### SKY FULL of MAGIC
2020年12月23日に発売された「ラピスリライツ・スターズ」の2ndアルバム。テレビアニメ「Lapis Re:LiGHTs」の挿入歌と完全新曲が収録された。初回限定盤プレミアムボックスと通常盤が存在、初回限定盤プレミアムボックスはテレビアニメ「Lapis Re:LiGHTs」のオリジナル・サウンドトラックCD、1stと2ndアルバムのオフヴォーカル・トラックCD付き、5CD収録。
収録曲
DISC 1は初回限定盤プレミアムボックスと通常盤共通、DISC 2以降は初回限定盤プレミアムボックスのみ収録。
DISC 1
1. SKY FULL of MAGIC
作曲・編曲：かめりあ
  - インスト曲

2. 700,000,000,000,000,000,000,000の空で
歌：LiGHTs
作詞・作曲・編曲：かめりあ
  - テレビアニメ「Lapis Re:LiGHTs」の挿入歌

3. ポジティブ★パラダイス
歌：Sadistic★Candy
作詞：昆真由美、作曲：小野貴光、編曲：玉木千尋
  - テレビアニメ「Lapis Re:LiGHTs」の挿入歌

4. ピンク色の曇天
歌：Sadistic★Candy
作詞：AO、作曲・編曲：ジンツチハシ
5. からくれ＊ナイトフィーバー
歌：この花は乙女
作詞：佐藤サビオ、作曲・編曲：adstlaxy
  - テレビアニメ「Lapis Re:LiGHTs」の挿入歌

6. アステリズム
歌：この花は乙女
作詞・作曲・編曲：adstlaxy
7. わがままキャラメリゼ
歌：シュガーポケッツ
作詞：佐藤サビオ、作曲・編曲：zakbee
  - テレビアニメ「Lapis Re:LiGHTs」の挿入歌

8. #BFF
歌：シュガーポケッツ
作詞：Narucho、作曲：瀧田綺美、泉典孝、編曲：瀧田綺美、Tomoyuki Hirakawa
9. Midnight Sapphire
歌：IV KLORE
作詞：石川絵理、作曲：小高光太郎、UiNA、編曲：小高光太郎、石倉誉之
  - テレビアニメ「Lapis Re:LiGHTs」第6話のエンディングテーマ

10. 極闇グロッソラリア
歌：IV KLORE
作詞・作曲：マチゲリータ（Schwarz†Ende）、編曲：Powerless（Schwarz†Ende）
11. アオノショウドウ
歌：supernova
作詞・作曲・編曲：ヒゲドライバー
  - テレビアニメ「Lapis Re:LiGHTs」の挿入歌

12. Rainy Mint
歌：supernova
作詞：永原さくら、作曲・編曲：橘亮祐
13. A.R.I.A
歌：LiGHTs
作詞：AO、作曲：前澤之伯、編曲：鴇沢直
  - テレビアニメ「Lapis Re:LiGHTs」第12話のエンディングテーマ

14. 私の名は、光。
歌：LiGHTs
作詞：y0c1e、作曲・編曲：佐藤陽介、y0c1e、彦田元気
15. 私の名は、光。（Bonus Track）
歌：ラピスリライツ・スターズ
作詞：y0c1e、作曲・編曲：佐藤陽介、y0c1e、彦田元気
  - CD盤限定トラック

DISC 2
TVアニメ「Lapis Re:LiGHTs」Original Sound Tracks
特記無き場合は、宝野聡史による作曲・編曲。
| 1. A.R.I.A -ティアラ Short Edit Ver.- 歌：ティアラ（安齋由香里） 作詞：AO、作曲：前澤之伯、編曲：鴇沢直 2. マームケステルにようこそ 3. 魔女になりたい 4. フローラ女学院 5. ティアラとロゼッタ 6. 戦慄の旋律 7. 暴走図書委員 8. 彩光のプレリュード 9. でこぼこバディ 10. 記憶の欠片 11. 始まりの予感 12. 驚愕の事実 13. 魔女見習いの休日 14. トラブル発生 | 1. 支え合ってこその仲間 2. 想い出の雫 3. 走れ！！ 4. 約束だよ 5. 冷光 6. 光と影 7. Turn of LiGHTs 8. 力をあわせて 9. 勝負の行方 10. 絶対に離しません！ 11. 優しさにつつまれて 12. 錯綜の末に -Cello Ver.- 13. 錯綜の末に -Violin Ver.- 14. 魔ノ物 15. 光になれたらって |

DISC 3
TVアニメ「Lapis Re:LiGHTs」Original Sound Tracks
特記無き場合は、宝野聡史による作曲・編曲。
| 1. 高ぶるキモチ 2. キャバレー部 3. マジックゲーム 4. 恐光の扉 5. 魂光 6. 怪光 7. まっすぐな想い 8. 歌ってみたくなっちゃったんだ 9. 絶対に認めない 10. Rayの過去 11. Lapis Re:LiGHTs 12. LiGHTsのチカラ 13. みんなごめんね... 14. 散りゆく光 15. 埋められない隙間 16. 潜入開始！ | 1. 自分の道は自分で決めたい 2. かがやく光に 3. 髪飾りの記憶 4. 遠ざけていた理由 5. 繋がる想い 6. A.R.I.A -エリザ Short Edit Ver.- 歌：エリザ（花澤香菜） 作詞：AO、作曲：前澤之伯、編曲：鴇沢直 7. アイキャッチA 8. アイキャッチB 9. アイキャッチC 10. アイキャッチD 11. アイキャッチE 12. アイキャッチF 13. アイキャッチG 14. アイキャッチH |

DISC 4
1st Album「START the MAGIC HOUR」Off Vocal Tracks
| 1. Your Lights -OFF VOCAL- 2. ポラリス -OFF VOCAL- 3. Are Many Chance!!! -OFF VOCAL- 4. VIVIらぷ -OFF VOCAL- 5. いのち短し、繚乱乙女 -OFF VOCAL- 6. 私の初恋をこの花に捧ぐ -OFF VOCAL- | 1. シャノワール -OFF VOCAL- 2. knockin’on baby -OFF VOCAL- 3. 禁忌の寓話 -OFF VOCAL- 4. Butterfly -OFF VOCAL- 5. Trinity -OFF VOCAL- 6. RISE -OFF VOCAL- |

DISC 5
2nd Album「SKY FULL of MAGIC」Off Vocal Tracks
| 1. 700,000,000,000,000,000,000,000の空で -OFF VOCAL- 2. ポジティブ★パラダイス -OFF VOCAL- 3. ピンク色の曇天 -OFF VOCAL- 4. からくれ＊ナイトフィーバー -OFF VOCAL- 5. アステリズム -OFF VOCAL- 6. わがままキャラメリゼ -OFF VOCAL- 7. #BFF -OFF VOCAL- | 1. Midnight Sapphire -OFF VOCAL- 2. 極闇グロッソラリア -OFF VOCAL- 3. アオノショウドウ -OFF VOCAL- 4. Rainy Mint -OFF VOCAL- 5. A.R.I.A -OFF VOCAL- 6. 私の名は、光。 -OFF VOCAL- |

### Everlasting Magic
2022年10月26日に発売された「ラピスリライツ・スターズ」のラストアルバム。シリーズ最後のアルバムでもある。初回限定盤と通常盤が存在、初回限定盤はオンラインライブ「ラピスリライツ・スターズ 1st Orchestra『LIGHT UP the MAGIC』」の2021年9月5日夜公演の模様を収録したBlu-ray Discが付き。
収録曲
1. 私たちのSTARTRAIL
歌：ラピスリライツ・スターズ
作詞：松原さらり、作曲・編曲：南田健吾
  - テレビアニメ「Lapis Re:LiGHTs」のオープニングテーマ

2. SUGAR×LEMONADE
歌：シュガーポケッツ
作詞・作曲・編曲：永井正道
3. Twinkle Candy Carnival
歌：Sadistic★Candy
作詞・作曲・編曲：zakbee
4. 夕涼みの花影
歌：この花は乙女
作詞：真崎エリカ、作曲・編曲：由良崇将
5. 紫紅月のメメントモリ
歌：IV KLORE
作詞・作曲・編曲：矢野達也
6. Vivid Cosmos
歌：supernova
作詞：真崎エリカ、作曲・編曲：酒井拓也（Arte Refact）
7. Beautiful World
歌：Ray
作詞・作曲・編曲：TAKU INOUE
8. HYBRID
歌：Ray
作詞・作曲：ヒゲドライバー、編曲：ヒゲドライバー、TAKU INOUE
  - テレビアニメ「Lapis Re:LiGHTs」の挿入歌

9. プラネタリウム
歌：LiGHTs
作詞・作曲・編曲：秋浦智裕
  - テレビアニメ「Lapis Re:LiGHTs」のエンディングテーマ

10. Sound of the Bell
歌：LiGHTs
作詞：松原さらり、作曲・編曲：南田健吾

## シングル
| 発売日         | タイトル                         | 概略                                          | 規格品番                      | 規格品番   | オリコン最高位 |
| 発売日         | タイトル                         | 概略                                          | 初回限定盤                    | 通常盤     | オリコン最高位 |
| -------------- | -------------------------------- | --------------------------------------------- | ----------------------------- | ---------- | -------------- |
| 2020年7月8日   | 私たちのSTARTRAIL/プラネタリウム | テレビアニメ「Lapis Re:LiGHTs」主題歌シングル | VIZL-1779                     | VICL-37548 | 30位           |
| 2020年11月25日 | Beautiful World/HYBRID           | 「Ray」のシングル                             | VIZL-1821                     | VICL-37570 | 47位           |
| 2022年2月23日  | Sound of the Bell/SUGAR×LEMONADE | 「LiGHTs」&「シュガーポケッツ」の合同シングル | VIZL-2018（A） VIZL-2019（B） | VICL-37626 | 30位           |

### 私たちのSTARTRAIL/プラネタリウム
2020年7月8日に発売された「ラピスリライツ・スターズ」と「LiGHTs」の両A面シングル。テレビアニメ「Lapis Re:LiGHTs」のオープニング、エンディング主題歌が収録された。初回限定盤と通常盤が存在する。
収録曲
1. 私たちのSTARTRAIL
歌：ラピスリライツ・スターズ
作詞：松原さらり、作曲・編曲：南田健吾
  - テレビアニメ「Lapis Re:LiGHTs」のオープニングテーマ

2. プラネタリウム
歌：LiGHTs
作詞・作曲・編曲：秋浦智裕
  - テレビアニメ「Lapis Re:LiGHTs」のエンディングテーマ

3. 私たちのSTARTRAIL -OFF VOCAL-
4. プラネタリウム -OFF VOCAL-

### Beautiful World/HYBRID
2020年11月25日に発売された「Ray」の両A面シングル。初回限定盤と通常盤が存在する。
収録曲
1. Beautiful World
歌：Ray
作詞・作曲・編曲：TAKU INOUE
2. HYBRID
歌：Ray
作詞・作曲：ヒゲドライバー、編曲：ヒゲドライバー、TAKU INOUE
  - テレビアニメ「Lapis Re:LiGHTs」の挿入歌

3. Beautiful World -OFF VOCAL-
4. HYBRID -OFF VOCAL-

### Sound of the Bell/SUGAR×LEMONADE
2022年2月23日に発売された「LiGHTs」と「シュガーポケッツ」の両A面合同シングル。初回限定盤A（LiGHTs盤）、初回限定盤B（シュガーポケッツ盤）、通常盤が存在する。
収録曲
通常盤
1. Sound of the Bell
歌：LiGHTs
作詞：松原さらり、作曲・編曲：南田健吾
2. SUGAR×LEMONADE
歌：シュガーポケッツ
作詞・作曲・編曲：永井正道
3. Sound of the Bell -OFF VOCAL-
4. SUGAR×LEMONADE -OFF VOCAL-

初回限定盤A（LiGHTs盤）
1. Sound of the Bell
2. SUGAR×LEMONADE
3. Sound of the Bell -OFF VOCAL-
4. SUGAR×LEMONADE -OFF VOCAL-
5. Your Lights（かめりあ's "Lapis Re:DENPA" Remix）（Bonus Track）
歌：LiGHTs
作詞・作曲・編曲：かめりあ

初回限定盤B（シュガーポケッツ盤）
1. SUGAR×LEMONADE
2. Sound of the Bell
3. SUGAR×LEMONADE -OFF VOCAL-
4. Sound of the Bell -OFF VOCAL-
5. シャノワール（ツカダタカシゲ's "Lapis Re:Toy Box" Remix）（Bonus Track）
歌：シュガーポケッツ
作詞・作曲：萩龍一、編曲：ツカダタカシゲ

## 配信限定シングル

### 700,000,000,000,000,000,000,000の空で
2020年10月14日に配信された「LiGHTs」の配信限定デジタルシングル。
収録曲
700,000,000,000,000,000,000,000の空で
歌：LiGHTs
作詞・作曲・編曲：かめりあ
- テレビアニメ「Lapis Re:LiGHTs」の挿入歌

### ユニットメンバー
1. 1 2 3 4 5 6 7 8 9 10 11  ティアラ（安齋由香里）、ロゼッタ（久保田梨沙）、ラヴィ（向井莉生）、アシュレイ（佐伯伊織）、リネット（山本瑞稀）
2. 1 2 3 4 5  アンジェリカ（雨宮夕夏）、ルキフェル（松田利冴）
3. 1 2 3 4 5  ナデシコ（本泉莉奈）、ツバキ（鈴木亜理沙）、カエデ（大野柚布子）
4. 1 2 3 4 5 6 7  ラトゥーラ（早瀬雪未）、シャンペ（広瀬世華）、メアリーベリー（赤尾ひかる）
5. 1 2 3 4 5  エミリア（星乃葉月）、あるふぁ（嶺内ともみ）、サルサ（篠原侑）、ガーネット（中山瑶子）
6. 1 2 3 4 5  ユエ（桜木夕）、ミルフィーユ（奥紗瑛子）、フィオナ（伊藤はるか）
7. 1 2 3  LiGHTs：ティアラ（安齋由香里）、ロゼッタ（久保田梨沙）、ラヴィ（向井莉生）、アシュレイ（佐伯伊織）、リネット（山本瑞稀）
IV KLORE：エミリア（星乃葉月）、あるふぁ（嶺内ともみ）、サルサ（篠原侑）、ガーネット（中山瑶子）
この花は乙女：ナデシコ（本泉莉奈）、ツバキ（鈴木亜理沙）、カエデ（大野柚布子）
シュガーポケッツ：ラトゥーラ（早瀬雪未）、シャンペ（広瀬世華）、メアリーベリー（赤尾ひかる）
Sadistic★Candy：アンジェリカ（雨宮夕夏）、ルキフェル（松田利冴）
supernova：ユエ（桜木夕）、ミルフィーユ（奥紗瑛子）、フィオナ（伊藤はるか）
8. 1 2 3 4  エリザ（花澤香菜）、クロエ（南條愛乃）、あんじぇ（雨宮夕夏）、カミラ（上坂すみれ）、ユズリハ（佐倉綾音）